# Mount Assiniboine provinspark
Mount Assiniboine provinspark är en provinspark i British Columbia, Kanada, belägen omkring Mount Assiniboine.

## Historia
Parken instiftades 1922. Några mer nutida platser som kan utforskas i parken är bland andra Wheeler's Wonder Lodge (Naiset) (1924), Assiniboine Lodge (1929) och Sunburst (1928).

### Ett världsarv
Provinsparken blev ett världsarv1984 tillsammans med de andra nationalparker och provinsparker som utgör Parker i kanadensiska Klippiga bergen, för bergslandskapet med bergstoppar, glaciärer, sjöar, vattenfall, kanjoner och sandstensgrottor såväl som fossiler som hittas här.

## Naturskydd
Parkens syfte är att skydda en stor mängd av arter. 84 fågelarter lever i parkens omgivning, baserat på fågelskådning. Columbianska sislar är mycket vanliga i parkens centrala delar. Tio rovdjursarter däribland varg, svartbjörn, vessla, puma och lodjur lever i parken. Sex hovdjursarter: wapitihjort, svartsvanshjort, vitsvanshjort, älg, bergsget och tjockhornsfår rör sig inom parkens gränser.

## Läge
Inga bilvägar finns till parken som ligger 48 km sydväst om Banff, Alberta. Att nyttja vandringsleder är det enda sättet att ta sig in i parken, den snabbaste vägen är via Sunshine Village skidområde i Banff nationalpark.